# Гошен (Арканзас)
Гошен (енгл. Goshen) град је у америчкој савезној држави Арканзас.

## Демографија
По попису из 2010. године број становника је 1.071, што је 319 (42,4%) становника више него 2000. године.
| Група             | 2000.       | 2010.         |
| Белци             | 724 (96,3%) | 1.017 (95,0%) |
| Афроамериканци    | 1 (0,1%)    | 1 (0,1%)      |
| Азијати           | 3 (0,4%)    | 18 (1,7%)     |
| Хиспаноамериканци | 6 (0,8%)    | 10 (0,9%)     |
| Укупно            | 752         | 1.071         |